# Tracey Adams
Tracey Adams (ur. 6 czerwca 1958 w Severna Park) – amerykańska aktorka i reżyserka filmów pornograficznych, która pojawiła się w kilku filmach głównego nurtu. Jej kariera trwała trzy dekady. Na przełomie lat 80. i 90. wystąpiła w ponad 300. filmach.

## Życiorys

### Wczesne lata
Urodziła się w Severna Park, census-designated place w stanie Maryland. Uczęszczała do szkoły transmisji Musician Institute de Hollywood, gdzie od północy do 6:00 rano była DJ-em w radiostacji University of California, San Diego.

### Kariera
Początkowo jeszcze pod swoim prawdziwym nazwiskiem grała gościnnie w komediach kina klasy „B”: The Lost Empire (1984) Jima Wynorskiego, Screen Test (1985), Ofermy (Wimps, 1986) i Student Affairs (1988) z Beth Broderick jako Kell, dreszczowcu Oczarowanie (Enrapture, 1989) oraz komedii Wildest Dreams (1990) jako Joan Peabody.
Karierę w przemyśle porno rozpoczynała w wieku 24 lat. W latach 1983–1999 wzięła udział w scenach seksu zarówno z mężczyznami, jak i z kobietami. Występowała z legendami porno takimi jak Amber Lynn, Barbara Dare, Cicciolina, Karin Schubert, Nina Hartley, Porsche Lynn, Racquel Darrian, Blake Palmer, Christoph Clark, Harry Reems, Herschel Savage, John Holmes, Peter North, Randy Spears, Rocco Siffredi, Ron Jeremy czy Tom Byron. Znalazła się w Alei Sław AVN. Brała udział we francuskich produkcjach Vidéo Marc Dorcel (VMD): Kobieta w czerni (La femme en noir, 1988), Pamiętniki młodej pokojówki (Memoires d’une jeune servante, 1988), Ona woli starszych (Elle Préfère les Vieux, 1990), Gwałt na telefon/Sexterror (Viol au téléphone, 1990), Czarująca panna Todd (Les charmes secrets Miss Todd, 1990), Hotelik uśmiechu (Souris d’hôtel, 1991), Fotograficzne pasje (Photos Passions, 1991), czy Le Bêtisier du X 1 (1999). Z kolei Mario Salieri zaangażował ją do swojego dwuczęściowego włoskiego filmu Vietnam Store (1988).
W 1990 spróbowała swoich sił jako reżyserka Aussie Maid in America i Too Hot to Handle, a rok potem – Best of Alice Springs 2.
Po odejściu z branży dla dorosłych, kontynuowała swoją edukację w Los Angeles, gdzie ukończyła program filmowy i telewizyjny na University of California, Los Angeles, a także uczyła się improwizacji w The Groundlings School of Improvisation & The Improv.

## Życie prywatne
Pod koniec lat 80. zdecydowała się powiększyć biust.
W kwietniu 1987 zeznawała w Sądzie Miejskim w San Fernando w głośnej sprawie dwóch mężczyzn, Charlesa Brickmana i Thomasa Ingallsa, oskarżonych o sutenerstwo w produkcji sex taśm wideo nakręconych w czerwcu 1986. Adams w tym czasie, wraz ze Steve’em Drake i Stacey Donovan, została zatrudniona przez firmę Cinderella Distributors, prowadzoną przez Brickmana i Ingallsa.
Romansowała z Barbarą Dare, aktorem Maxem Baerem Jr., znanym powszechnie z roli Jethro w sitcomie CBS The Beverly Hillbillies, oraz gwiazdorem hollywoodzkim Warrenem Beatty. Pomimo udziału w wielu heteroseksualnych scenach erotycznych jest lesbijką. Zamieszkała ze swoją partnerką.

## Nagrody i wyróżnienia
| Rok  | Nagroda           | Kategoria                             | Rola             | Film                                                  | Inni wykonawcy | Rezultat  |
| ---- | ----------------- | ------------------------------------- | ---------------- | ----------------------------------------------------- | -------------- | --------- |
| 1986 | AVN Award         | Nowa gwiazdka                         | –                | –                                                     | –              | Nominacja |
| 1988 | XRCO Award        | Najlepsza scena kopulacji             | Eunice Goldbloom | Pretty Peaches 2 (1987)                               | Peter North    | Wygrana   |
| 1988 | AVN Award         | Najlepsza scena seksu w parze – wideo | –                | Made in Germany (1989), reż. Paul Thomas              | Joey Silvera   | Wygrana   |
| 1990 | AVN Award         | Najlepsza występująca złośnica        | Nikki            | The Adventures of Buttman (1989), reż. John Stagliano | –              | Wygrana   |
| 1995 | AVN Award         | Aleja Sław AVN (AVN Hall of Fame)     | –                | –                                                     | –              | Wygrana   |
| 1997 | Legend of Erotica | Legenda erotyczna                     | –                | –                                                     | –              | Wygrana   |
| 2000 | XRCO Award        | Alei Sław XRCO (XRCO Hall of Fame)    | –                | –                                                     | –              | Wygrana   |

## Wybrana filmografia
- 1984: The Lost Empire jako rekrutka
- 1985: Screen Test jako tancerka
- 1986: Ofermy (Wimps, wideo) jako Roxanne Chandless
- 1988: Student Affairs jako Kelly / Barbara
- 1989: Oczarowanie (Enrapture) jako Martha
- 1990: Wildest Dreams jako Joan Peabody
- 2010: The Art of Women jako Rachel